# Per Olof Sundman
Pour les articles homonymes, voir Sundman.
Per Olof Sundman, né le 4 septembre 1922 à Vaxholm et mort le 9 octobre 1992, est un écrivain et homme politique suédois.

## Biographie
Élevé à Stockholm, il perd son père alors qu'il n'a que 2 ans. Il est dans sa jeunesse membre de l'organisation nazie Nordisk Ungdom (Jeunesse Nordique), avant de rejoindre après la Seconde Guerre mondiale, le Parti du Centre sous les couleurs duquel il est élu au Riksdag de 1969 à 1979. Son passé nazi n'est toutefois révélé qu'après son décès.
En 1949, il s'installe dans le Jämtland où il est propriétaire de forêts, d'une ferme et d'un petit hôtel de tourisme. Il entre en 1954 au conseil communal où il est chargé des salaires des employés municipaux et de la surveillance des ventes d'alcool. Membre du Comité directeur de la Commune en 1957, il en devient le directeur en 1959. Il quitté le Jämtland en 1963 pour s'installer à Stockholm.
Membre de l'Association des écrivains du Norrland depuis 1957 et du Comité culturel du parti agraire dès 1959, il publie son premier livre en 1957 et connait une certaine reconnaissance internationale, étant même comparé à Ernest Hemingway. Il est élu membre de l'Académie suédoise en 1975, au siège 6.

## Œuvres
- Le Voyage de l'ingénieur Andrée, NRF Gallimard, 1970 (original en suédois publié en 1967).